# Destroyer Command
Destroyer Command est un jeu vidéo de simulation de combat naval développé par Ultimation Inc et édité par Ubi Soft, sorti en 2002 sur Windows.

## Accueil
- GameSpot : 2,5/10[1]
- IGN : 5,6/10[2]